# 妊娠発情
妊娠発情（英:pregnancy estrus）とは、妊娠中にみられる発情。裏発情、中間発情とも呼ばれる。通常は妊娠すると発情や排卵は停止するが、まれに妊娠中にも発情や排卵が生じることがある。大部分は妊娠初期にみられ、発情徴候は弱く、持続時間は短いが、まれに顕著な発情徴候を示すもの個体も存在し、正常発情と誤診することがある。ウシ、ウマ、ヒツジ、ブタなどでみられることがある。